# Anthurium galactospadix
Anthurium galactospadix é uma espécie de plantas com flores. Foi descrito pela primeira vez por Thomas Bernard Croat. Anthurium galactospadix pertence ao gênero Anthurium, e está relacionado com Araceae. 
Este tipo de planta pode ser encontrado em:
- Peru
- norte do Brasil
- Colômbia

Não há tipos listados como este.